# Gidófalvy István (közjegyző)
Gidófalvy István (Nagyszeben, 1859. január 25. – Kolozsvár, 1921. január 10.) erdélyi jogász, királyi közjegyző, a szövetkezeti mozgalom teoretikusa és vezető személyisége.

## Életpályája
Háromszéki székely nemesi család sarja. Tanulmányait Nagyszebenben, Kolozsváron és Budapesten végezte. Az egyetem elvégzése után Budapesten ügyvéd- és közjegyzőjelöltként, majd közjegyzőhelyettesként dolgozott. 1886-ban királyi közjegyzőnek nevezték ki Szászrégenbe. 1895-ben Kolozsvárra helyezték át királyi közjegyzőnek.
Vezető szerepet töltött be az Erdélyi Magyar Közművelődési Egyesületben (EMKE), alapító tagja volt az Erdélyi Gazdasági Egyesületnek (EGE), valamint tagja az Erdélyi Múzeum-Egyesületnek (EME) is. A kolozsvári református egyház főgondnoka (1908 és 1921 között), a Protestáns Teológia gondnoka volt. Egyik vezetője volt az 1900-ban Kolozsváron alakult Erdélyi Iparpártolási Mozgalomnak, amelynek célja az erdélyi ipar fejlesztése volt.
Közéleti tagságokon és tevékenységen kívül tagja volt a Szabadelvű Pártnak is. 1896-ban felvették a kolozsvári Unio szabadkőműves páholyba.
A kolozsvári törvényhatóság tagjaként városfejlesztési és szociálpolitikai tervezeteket fogalmazott meg, és hozott nyilvánosságra. Munkássága során felfigyelt az erdélyi románok és szászok tevékenységére is, különös tekintettel a kölcsönösen alkalmazható nemzetiségi szövetkezeti modellekre.

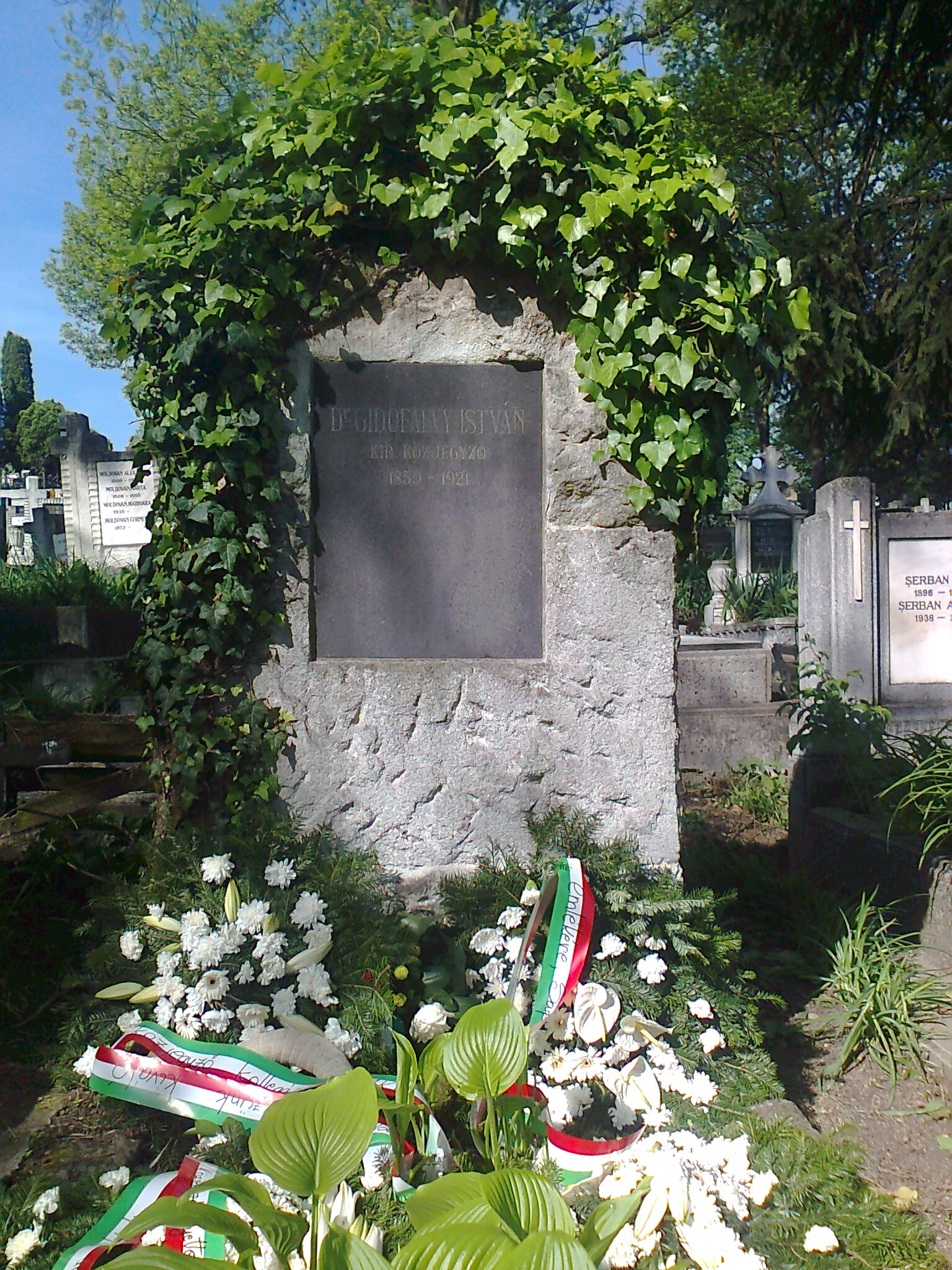
Sírja a Házsongárdi temetőben

Húsz éven keresztül alelnöke volt a Kolozsvári Királyi Közjegyzői Kamarának, majd 1915 és 1920 között pedig az elnöke. Fontos szerepet játszott a székely szövetkezetek megszervezésében, közreműködésével a 20. század elején mintegy 400 hitelszövetkezetet alapítottak Erdélyben.
Az impériumváltás után a román igazságügyi miniszter Erzsébetvárosba helyezte át, de betegsége miatt ezt az állást már nem foglalta el. 1921. január 10-én hunyt el, és a Házsongárdi temető Kertek nevű részében nyugszik, közel apja sírjához.

## Művei
- Tegyünk a népért. Szövetkezés, 1892. III. évf. 1. sz. 10–12
- Miért volt szükséges, hogy az erdélyi részekben az „Erdélyi Gazdasági Egylet” a szövetkezeti mozgalom vezetését kezébe vegye? Hogyan alapítsunk hitelszövetkezetet? Erdélyi Gazda, 1897, XXIX. évf. 2. sz. Kny.
- A székely akció és a hitelszövetkezetek. Budapest, 1902
- A középiskola gazdasági és szociális feladata. Magyar Gazdák Szemléje, 1904. 286–293
- Hogyan lettem én szociálistává? Budapest, 1906
- A községi takarékpénztárak mint városaink fejlődésének tényezői. Budapest, 1909
- Gondolatok a szövetkezeti eszme köréből. Kolozsvár, é. n. (1912?)
- A magyar pap és tanító szociális kötelességei (társszerző: Schulz Józsefné). Kolozsvár, 1912
- Kolozsvár és társadalmának szociális kötelességeiről. Kolozsvár, 1913

## Emlékezete
2018-ban felavatták mellszobrát a Sapientia Erdélyi Magyar Tudományegyetem kolozsvári karán.